# 一瀬優美
一瀬 優美（いちのせ ゆうみ、1993年〈平成5年〉10月5日 - ）は、日本の女性モデル、タレント、元レースクイーンである。神奈川県出身。本名及び旧芸名は「中山 優美」（なかやま ゆうみ）。

## 略歴
2013年、鈴木花純と共にガールズユニット「あいりす」を組んでライブ活動を行う。2014年『ミス湘南2014』にエントリーし、フォトジェニック賞を受賞。
2015年『フロンティアキューティーズ』の一員としてレースクイーンデビュー。SUPER GTとスーパー耐久の2カテゴリーで活動する。
2016年、所属事務所をファクトからイー・スマイルに移し「一瀬優美」に改名。同年、SUPER GT『Rn-SPORTS ADVAN GAL』とスーパー耐久『REAF REAL ESTATE KiiVA GIRLS』を兼任する。
2017年はSUPER GTで『LEXUS Team LeMans“Owltech Lady”』を単独で務める一方、スーパー耐久では小山桃、廣瀬美咲と共に『T's CONCEPT“T's GIRL”』を務めた。
2018年5月、同じ事務所の森園れん、宮本りおと共にガールズユニット『smiley』（スマイリー）を結成する。
2019年はD'stationフレッシュエンジェルズのメンバーとして活動。森園が2016年、宮本が2018年とこの年にメンバーを務めており、これでsmiley全員がフレエン経験者となった。
2020年1月19日に出演した「ラピカ撮影会」においてレースクイーン卒業を表明。同年12月31日をもってイー・スマイルを退所し、smileyからも脱退した。現在はフリーで活動している。

## 人物
- 弟が1人いる[13]。
- 趣味はネイルアート、アクセサリー作り。特技はダンス。

## 活動

### レースクイーン
| 年     | カテゴリー            | チーム名                        | 他メンバー                                       |
| ------ | --------------------- | ------------------------------- | ------------------------------------------------ |
| 2015年 | SUPER GT              | フロンティアキューティーズ      | 酒井美樹、春名麻衣、広瀬茉夢、田村優奈、村田結花 |
| 2015年 | スーパー耐久          | フロンティアキューティーズ      | 岩瀬香奈、日下真実、千葉美里                     |
| 2016年 | スーパー耐久          | REAF REAL ESTATE KiiVA GIRLS    | 水瀬きい、小森美有、柚月みら                     |
| 2016年 | SUPER GT              | Rn-SPORTS ADVAN GAL             | 佐東詩織、片岡かずさ                             |
| 2017年 | SUPER GT              | LEXUS Team LeMans“Owltech Lady” |                                                  |
| 2017年 | スーパー耐久          | T's CONCEPT“T's GIRL”           | 小山桃、廣瀬美咲                                 |
| 2018年 | SUPER GT              | LEXUS Team LeMans “WAKO's GIRL” | 神尾美月、滝川メグ                               |
| 2018年 | スーパー耐久          | R.N.sportsガール                |                                                  |
| 2019年 | SUPER GT スーパー耐久 | D'stationフレッシュエンジェルズ | 林紗久羅、太田麻美、宮本りお、横田りか           |

### イメージガール他
- 格闘技イベント『KHAOS』“KHAOSガールズ”（2017年[注 2]）
- グラドル育成アプリ『グラドルコレクション』イメージガール“GracoRex”（2017年[17]）
- 常滑競艇場「第24回SGオーシャンカップ」キャンペーンレディ（2019年7月）[動画 3]
- 小田原競輪サンサンガールズ（2019年）[18]

### イベントコンパニオン
- AnimeJapan
  - 「サテライトブース」（2015年3月）[19]

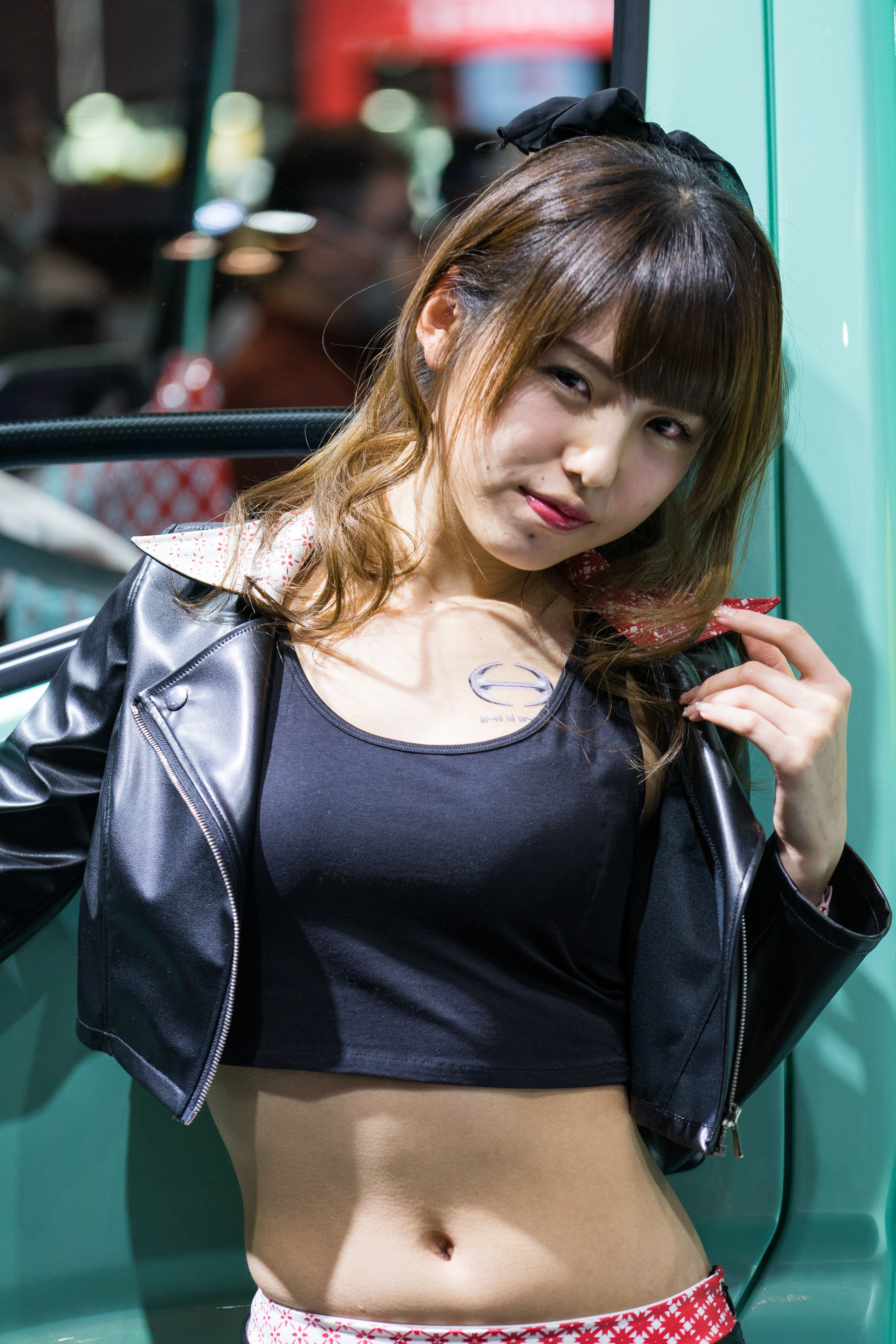
東京オートサロン2017にて

  - 「GAINAXブース」（2016年3月）[注 3]
  - 「日本工学院ブース」（2018年3月）[22]
- ニコニコ超会議「三洋物産ブース」（2015年4月）[23]
- 東京モーターショー
  - 「TStechブース」（2015年10月 - 11月）[24]
  - 「TOYOTAブース」（2017年10月 - 11月）[注 4][26]
- 東京オートサロン
  - 「クムホタイヤブース」（2016年1月）[27]
  - 「日野自動車ブース」（2017年1月）[雑誌 3]
  - 「C-WEST“GT NET GIRL”」（2018年1月）[注 5]
  - 「DUNLOPブース」（2019年1月）[注 6]
  - 「PUMAブース」（2020年1月） - 織田真実那と共演[29]
- CP+
  - 「キヤノンブース」（2016年2月[30]・2017年2月[31]）
  - 「オリンパスブース」（2018年3月）[注 7]
  - 「サンディスクブース」（2019年2月）[33]
- 東京ゲームショウ
  - 「Intelブース」（2016年9月）[34][35]
  - 「シリアルゲームズブース」（2017年9月[1]、2019年9月[注 8]）
  - 「KEY WESTブース」（2018年9月）[37]
- リテールテック展2018
  - 「三菱電機ブース」（2018年3月）[38]